# Kelly Fonkeng
Kelly Nzonzie Fonkeng Mfotiog (Pamplona, 1 de septiembre de 2006) es una jugadora de balonmano española que actúa como pivote en el Replasa Beti-Onak de la Liga Guerreras Iberdrola y en las categorías inferiores de la selección española, con la que ha sido campeona del Mundo en edad juvenil.

## Trayectoria

### Clubes
Formada en la cantera navarra del CD Malkaitz, debutó en División de Honor Plata la temporada 2022-23. Un año más tarde fichó por el Replasa Beti-Onak, con el que se estrenó en la Liga Guerreras Iberdrola, el 2 de septiembre de 2023 contra el Mecalia Atlético Guardés y se consolidó como una de las promesas interiores más sólidas del campeonato.

### Trayectoria de clubes
- 2022 – 2023:  Malkaitz Eskubaloia[5]
- 2023 – presente:  Replasa Beti-Onak[3]

### Selección
Con las Guerreras Juveniles, conquistó el EHF Championship W17 de 2023 en Bakú y, un año después, el Mundial sub-18 disputado en China, dirigidas por Cristina Cabeza, derrotando a Dinamarca en la final por 22-23. El mismo grupo de jugadoras, esta vez comandadas por Joaquín Rocamora, se alzó con la medalla de plata en el Campeonato de Europa de Macedonia al año siguiente.

## Premios y títulos

### Con la selección
- 1 × Medalla de oro en el Campeonato Mundial juvenil (2024)
- 1 × Medalla de oro en el EHF Championship (2023)
- 1 x Medalla de plata en el Campeonato de Europa júnior (2025)